# Dérivation (Liège)
Pour les articles homonymes, voir Dérivation.
La Dérivation est un canal créé au XIXe siècle dans la ville de Liège en Belgique, ayant remplacé les différents bras de la Meuse dans le quartier d'Outremeuse. Ce nom d'Outremeuse sert désormais à dénommer l'île située entre la Meuse et la Dérivation.

## Historique
Plusieurs raisons motivèrent ces travaux :
- la Meuse était difficilement navigable pour les navires toujours plus grands demandés par l'industrie liégeoise située en amont de la ville, à Seraing et ses environs : le tirant d'eau n'atteignait que 1 mètre par endroits, et le halage n'était possible qu'en rive gauche ;
- avec l'apparition de la force motrice à vapeur, les biefs de moulins à eau furent moins entretenus, amenant diverses épidémies dont le choléra ;
- libérer une superficie habitable pour la population croissante de Liège.

Les travaux de creusement se déroulèrent de 1853 à 1863.

## Ponts
De l'amont vers l'aval, la Dérivation est franchie par les ponts suivants :
- Passerelle Mativa
- Pont des Vennes
- Pont de Huy
- Pont du Longdoz
- Pont d'Amercœur
- Pont de Bressoux
- Pont Biais
- Pont Atlas

Elle est également franchie par le tunnel routier de la Dérivation, construit fin des années 1970, qui passe sous le cours d'eau un peu en amont du pont de Huy.

## Quais

### Rive gauche
De l'amont vers l'aval :
- Parc de la Boverie
- Quai de la Boverie
- Quai de l'Ourthe
- Quai de la Dérivation
- Quai du Barbou

### Rive droite
De l'amont vers l'aval :
- Quai Mativa
- Quai Julien Rémont
- Quai Mozart
- Quai Orban
- Quai de Longdoz
- Quai Bonaparte
- Quai du Roi Albert

|  |  |  |